# Guadalupe Castañeda
Guadalupe Castañeda (* 24. Februar 1965 in Fresnillo, Zacatecas) ist ein ehemaliger mexikanischer Fußballspieler  auf der Position eines Verteidigers.

## Laufbahn

### Verein
Castañeda begann seine Profikarriere in der Saison 1986/87 bei Atlas Guadalajara, für den er am 23. August 1986 beim 2:1-Heimsieg gegen Deportivo Toluca sein Debüt in der mexikanischen Primera División absolvierte. Sein erstes Tor in der höchsten Spielklasse erzielte er am 22. März 1987 zur 1:0-Führung bei Ángeles de Puebla (Endstand 1:2).
Obwohl er in jener Saison für Atlas insgesamt 22 Einsätze bestritt, wurde er für die nächste Saison an den Zweitligisten CSD Jalisco ausgeliehen und in der darauffolgenden Saison an die Camaroneros de Salina Cruz.
Nachdem er 1990 beim Club León unterschrieben hatte, kehrte er in die höchste Spielklasse zurück und entwickelte sich bei den Esmeraldas schnell zum Stammspieler. 1991/92 gewann er mit dem Verein aus León seinen ersten Meistertitel und den ersten des Vereins seit 36 Jahren.
Im Sommer 1993 wechselte er in die Hauptstadt zum CD Cruz Azul, bei dem er bis Ende 2000 unter Vertrag stand und mit dem er im Winter 1997 einen weiteren Meistertitel gewann.
Im Winter 2000/01 wechselte er zu Deportivo Guadalajara, wo er bis Sommer 2003 unter Vertrag stand. Nach Gründung der Dorados de Sinaloa und deren Einstieg zur Saison 2003/04 in die Primera División 'A' wurde er von diesem Verein verpflichtet und war ein Teil jener Mannschaft, der auf Anhieb der Durchmarsch in die erste Liga gelungen war. Doch Castañeda durfte die Früchte dieses Erfolges nicht sofort genießen, denn er spielte in der Saison 2004/05 nicht für die Dorados in der ersten Liga, sondern für den im Aufstiegsfinale unterlegenen Club León in der zweiten Liga.  
Zur Saison 2005/06 holten die Dorados ihn schließlich doch in ihre Erstligamannschaft, in der Castañeda im Alter von 40 bzw. 41 Jahren noch zu insgesamt 13 Einsätzen kam. Sein letztes Spiel über die volle Distanz von 90 Minuten absolvierte er am 5. Februar 2006 bei Santos Laguna und erzielte den Ausgleichstreffer für die Dorados zum Endstand von 1:1. Seinen letzten Einsatz hatte er am 4. März 2006 im Auswärtsspiel bei den Tiburones Rojos Veracruz (1:1).

### Nationalmannschaft
Sein Debüt für die mexikanische Nationalmannschaft bestritt Castañeda am 14. März 1991 beim 3:0-Sieg gegen Kanada, wo er gleich über die kompletten 90 Minuten eingesetzt wurde. Seine weiteren sechs Länderspieleinsätze, drei davon über die kompletten 90 Minuten, absolvierte er zwischen September und Dezember 1993.

## Erfolge
- Mexikanischer Meister: 1991/92, Invierno 1997
- Zweitliga-Meister: Apertura 2003